# Benešovi dekreti
Dekreti predsjednika Republike (češ.: Dekrety presidenta republiky; slov.: Dekréty prezidenta republiky) i Ustavni dekreti predsjednika Republike (češ.: Ústavní dekrety presidenta republiky; slov.: Ústavné dekréty prezidenta republiky), poznatiji pod skupnim nazivom Benešovi dekreti, skupina su zakona koje je Čehoslovačka vlada u izgnanstvu izradila tijekom Drugoga svjetskog rata, kada čehoslovački parlament nije zasjedao. Dekrete je u razdoblju od 21. srpnja 1940. do 27. listopada 1945. izdao predsjednik Edvard Beneš, a retroaktivno ih je, 6. ožujka 1945., ratificirala prijelazna Narodna skupština Čehoslovačke. 
Dekreti su se bavili različitim vidovima obnove Čehoslovačke i njezinoga pravnog sustava, denacifikacijom i obnovom zemlje. U novinarstvu i političkoj povijesti, pojam "Benešovi dekreti" ima nešto uže značenje i odnosi se samo na one dekrete koji su se ticali statusa Nijemaca i Mađara u poslijeratnoj Čehoslovačkoj, odnosno koji su služili kao pravna osnova za protjerivanje Nijemaca iz Čehoslovačke. Kao rezultat tih dekreta, mnogi Nijemci i Mađari koji su se nastanili u Čehoslovačkoj prije ili tijekom rata izgubili su državljanstvo i imovinu, a neki su i umrli tijekom procesa protjerivanja koji je proveden krajem 1940-ih godina. Benešovi dekreti imali su različito teritorijalno važenje tako da su se neki primjenjivali samo u Bohemiji i Moravskoj, dok su dekreti Slovačkog nacionalnog vijeća vrijedili za Slovačku. 
Ovi dekreti i danas ostaju kontroverzna politička tema i u Češkoj i u Slovačkoj. 

## Pregled
Edvard Beneš je 1935. godine imenovan predsjednikom Čehoslovačke, međutim nakon Münchenskog sporazuma 1938. godine je pod njemačkim pritiskom podnio ostavku. Nakon njemačke okupacije 1939. godine, Beneš i njegovi suradnici bježe u Francusku, gdje 1939. godine formiraju Komitet narodnog oslobođenja Čehoslovačke. Primarni cilj Komiteta bilo je formiranje čehoslovačke vojske u Francuskoj. Nakon pada Francuske, Beneš i Komitet sele se u London, gdje je potonji priznat kao Čehoslovačka vlada u izgnanstvu. Vladu su 1940. godine priznali Britanci, a sljedeće godine i Sovjetski Savez i Sjedinjene Američke Države.
Beneš se, pod argumentom da je ostavka iz 1938. bila dana pod prisilom, vratio na mjesto predsjednika, a pomoć u državničkim poslovima pružale su mu vlada u izgnanstvu i državno vijeće. Godine 1942., vlada je usvojila uredbu prema kojoj bi Beneš zadržao mjesto predsjednika sve do organiziranja novih izbora.
Iako je Beneš samostalno izdao Dekret br. 1/1940 (o formiranju vlade), sve ostale dekrete predlagala je vlada uz supotpis premijera i resornog ministra, a prema odredbama čehoslovačkog ustava iz 1920. godine. Svi dekreti kasnije su prošli parlamentarnu ratifikaciju u Narodnoj skupštini. Počevši od 1. rujna 1944. godine, nakon Slovačkog nacionalnog ustanka, Slovačko nacionalno vijeće držalo je izvršnu vlast u Slovačkoj, što je dovelo do diferenciranja zakonskih akata; predsjednički dekreti su od tog trenutka važili za Slovačku samo ako su imali izričitu suglasnost SNV-a. 
Dana 4. ožujka 1945., u slovačkim Košicama, koje je netom oslobodila Crvena armija, formirana je nova čehoslovačka vlada na čelu s Narodnim frontom, ali uz izraženu dominaciju Komunističke partije Čehoslovačke. Benešove ovlasti donošenja dekreta na prijedlog vlade ostale su do 27. listopada 1945., kada je formirana prijelazna Narodna skupština.
Doneseni dekreti mogu se podijeliti prema sljedećim kriterijima: 
| - Vrsta akta - Ustavni dekreti - Dekreti | - Donositelj - Dekreti koje je vlada u izgnanstvu donijela prije 4. ožujka 1945. - Dekreti koje je donijela vlada u oslobođenoj Čehoslovačkoj nakon 4. ožujka 1945. | - Teritorijalno važenje - Dekreti koji se tiču prijelazne vlade - Dekreti s važenjem na cijelom teritoriju Čehoslovačke - Dekreti s važenjem na teritoriju Bohemije i Moravske-Šleske | - Pravna problematika - Dekreti o upravi - Dekreti o retribuciji - Dekreti o reparacijama - Dekreti o nacionalizaciji |

Iako Ustav iz 1920. godine nije regulirao pravni status dekreta, čehoslovačke ratne i poslijeratne vlasti smatrali su ih apsolutno nužnima. Nakon što ih je prijelazna Narodna skupština ratificirala, oni su postali obvezujući zakoni s retroaktivnim djelovanjem, a čiji je cilj bio održavanje čehoslovačkog pravnog poretka za vrijeme okupacije. Kasnije vlasti ukinule su većinu dekreta, dok je ostatak prestao važiti silom zakona.

## Popis dekreta
Napomena: Ovaj popis sadrži samo one dekrete koji su objavljeni u službenom Zborniku zakona Čehoslovačke (ZZČS)
| Broj akta | Naziv | Problematika           | Sadržaj | Status                                                        | Bilješke |
| --------- | --- | ---------------------- | --- | ------------------------------------------------------------- | --- |
| 1/1945    | Ustavni dekret predsjednika o novoj organizaciji vlade i ministarstava u prijelaznom periodu | Uprava                 | - Uspostava vlade i ministarstava | Ukinut (Zakon br. 133/1970 ZZČS)                              | |
| 3/1945    | Dekret predsjednika o izmjenama i dopunama nekih odredaba vojnog kaznenog zakona i zakona o obrani | Uprava                 | | Ukinut (Zakon br. 85/1950 ZZČS)                               | |
| 5/1945    | Dekret predsjednika o nevaljanosti nekih transakcija vezanih uz stvarna prava od trenutka gubitka slobode i o nacionalizaciji imovine Nijemaca, Mađara, izdajica, kolaboratora i nekih organizacija i udruga | Reparacije Retribucija | - Nevaljanost bilo kakvih transakcija s nekretninama nakon 29. rujna 1938. zbog prisile zbog okupacije ili kao posljedica nacionalnog, rasnog ili političkog progona te povratak nekretnina izvornim vlasnicima - Uspostava nacionalne uprave za tvornice i poduzeća u vlasništvu "nepouzdanih osoba" (i.e. onih koji su se na popisu iz 1929. deklarirali kao Nijemci i Mađari te izdajica) | Zastario                                                      | |
| 8/1945    | Dekret predsjednika o darovanju nekretnine Savezu Sovjetskih Socijalističkih Republika u znak zahvalnosti | Uprava                 | - Darovanje nekretnine sovjetskoj ambasadi | Zastario                                                      | - Sukladno konferenciji u Jalti, većinu Čehoslovačke je oslobodila je Crvena armija 1945. godine |
| 12/1945   | Dekret predsjednika o konfiskaciji i ubrzanoj dodjeli poljoprivrednog zemljišta Nijemaca, Mađara, izdajica i neprijatelja čeških i slovačkih naroda                                                          | Retribucija            | - Konfisciranje poljoprivrednih zemljišta u vlasništvu: 1. poduzeća koja su pomagala njemačkom ratnom cilju ili ostalim fašističkim i nacističkim ciljevima | Zastario                                                      | |
| 16/1945   | Dekret predsjednika o kažnjavanju nacističkih zločinaca, izdajica i njihovih pomagača te izvanrednim narodnim sudovima                                                                                       | Reparacije             | - Osim uvođenja strožih sankcija za zločine počinjene nakon 21. svibnja 1938. (primjerice, smrtna kazna za službu u neprijateljskoj vojsci u slučaju otegotnih okolnosti, u odnosu na doživotni zatvor za isto kazneno djelo prema zakonu iz 1923.), dekret je kriminalizirao i nova ponašanja: 1. špijuniranje za njemačke vlasti (od 5 godina zatvora do obvezne smrtne kazne ako su te informacije dovele do smrti osobe u pitanju) - Uspostava izvanrednih sudova koji bi odlučivali u vijeću kojim predsjedava profesionalni sudac, a čine ga još četiri suca-porotnika. Na odluke ovog suda nije postojala mogućnost žalbe. Smrtna kazna određena od ovog suda morala se izvršiti u roku od 2 sata od izricanja presude ili u roku od 24 sata, ako se ista morala izvršiti javno.      | Ukinut (Zakon br. 33/1948 ZZČS)                               | |
| 17/1945   | Dekret predsjednika o Narodnom sudu | Reparacije             | - Narodni sud je vodio procese protiv dužnosnika Protektorata za kaznena djela prema dekretu br. 16/1945 u vijećima sastavljenim od sedam osoba. Na odluke ovog suda nije postojala mogućnost žalbe. Smrtna kazna određena od ovog suda morala se izvršiti u roku od 2 sata od izricanja presude ili u roku od 24 sata, ako se ista imala izvršiti javno. | Prestao važiti                                                | - Dekret je proglašen uz razdoblje važenja od jedne godine |
| 19/1945   | Dekret predsjednika o Zborniku zakona i propisa Čehoslovačke Republike | Uprava                 | | Ukinut (Zakon br. 214/1948 ZZČS)                              | |
| 20/1945   | Ustavni dekret predsjednika o prijelaznom izvršavanju zakonodavne vlasti | Reparacije             | - Uspostava ovlasti predsjednika da, uz pristanak vlade, donosi obvezujuće zakone u obliku dekreta za svo vrijeme tijekom kojega parlament ne može normalno funkcionirati | Prestao važiti                                                | - Proglašen 15. studenoga 1940. godine u Londonu, a kasnije objavljen kao Zakon br. 20/1945 ZZČS |
| 21/1945   | Ustavni dekret predsjednika izvršavanju zakonodavne vlasti u prijelaznom periodu | Reparacije             | - Prolongacija važenja dekreta br. 20/1945 do početka zasjedanja prijelazne Narodne skupštine | Prestao važiti                                                | - Proglašen 5. ožujka 1945., a prestao važiti prvim zasjedanjem prijelazne Narodne skupštine 28. listopada 1945. |
| 22/1945   | Dekret predsjednika o proglašenju zakona proglašenih izvan teritorija Čehoslovačke Republike | Reparacije             | - Davanje ovlaštenja vladi da odluči koji će zakoni proglašeni tijekom izgnanstva u Londonu biti objavljeni u službenom Zborniku zakona i ostati na snazi | Zastario                                                      | |
| 25/1945   | Dekret predsjednika o unifikaciji poreznog zakonodavstva u Čehoslovačkoj Republici | Uprava                 | | Ukinut (Zakon br. 36/1953 ZZČS)                               | |
| 26/1945   | Dekret predsjednika o poništenju zakona od 9. srpnja 1945. | Uprava                 | - Poništenje Zakona br. 165/1934 ZZČS o umirovljenju sudaca prema njihovoj starosti | Zastario                                                      | - Prema Zakonu br. 165/1934 ZZČS, suci su bili prisilno umirovljeni kada navrše 65 godina. Kako su nacisti pobili velik dio čehoslovačkih sudaca, javila se potreba za njihovom duljom službom zbog manjka kadra |
| 27/1945   | Dekret predsjednika o ujednačenom upravljanju internim smještajem | Retribucija Uprava     | - Zakonski okvir za "povrat svih područja Čehoslovačke Republike njihovim izvornim, slavenskim stanovnicima" | Ukinut (Zakon br. 18/1950 ZZČS)                               | - Dekret se nije odnosio samo na Čehe i Slovake protjerane iz graničnih područja od strane Nijemaca i Mađara nakon Münchenskog sporazuma i Prve bečke arbitraže |
| 28/1945   | Dekret predsjednika o smještaju čeških, slovačkih i ostalih slavenskih farmera na poljoprivrednom zemljištu Nijemaca, Mađara i ostalih državnih neprijatelja                                                 | Retribucija Uprava     | - Distribucija zemljišta koje prethodno nije raspodijeljeno prema Zakonu br. 12/1945 ZZČS i to politički i nacionalno pouzdanim Česima, Slovacima i drugim Slavenima | Zastario                                                      | |
| 33/1945   | Ustavni dekret predsjednika o izmjeni čehoslovačkog državljanstva osoba njemačke i mađarske nacionalnosti | Retribucija            | - Čehoslovački državljani njemačke i mađarske nacionalnosti: 1. ostali su izgubili čehoslovačko državljanstvo danom proglašenja dekreta - Dekret se nije odnosio na Nijemce i Mađare koji su: 1. dokazali svoju lojalnost Čehoslovačkoj Republici, nisi počinili prijestupe protiv češkog i slovačkog naroda te su ili sudjelovali u oslobođenju Čehoslovačke ili su bili mete nacističkog ili fašističkog terora - Ove odluke pregledavalo je Ministarstvo unutarnjih poslova; ili, u slučaju njemačkih/mađarskih vojnika koji su služili u Čehoslovačkoj vojsci izvan države, Ministarstvo obrane, uz pretpostavku ispunjenja uvjeta. Česi i Slovaci koji su se pod prisilom deklarirali kao Nijemci/Mađari mogu tražiti izuzeće od MUP-a. Udane žene i djeca procjenjivali su se posebno. | Zastario                                                      | - Teret dokazivanja lojalnosti Čehoslovačkoj bio je na Nijemcima i Mađarima (osim ako su bili članovi Čehoslovačke vojske izvan države ili su se izjasnili kao Česi ili Slovaci na popisu) - Prema čl. 3. Zakona, osobe koje su izgubile čehoslovačko državljanstvo mogle su ga ponovo zatražiti u roku od 6 mjeseci nakon proglašenja zakona. O zahtjevu je odlučivalo Ministarstvo unutarnjih poslova. - Kasnije, 1948. godine, usvojen je Zakon br. 76/1948 ZZČS, kojim je prethodno navedeno razdoblje produljeno na 3 godine. Ministarstvo unutarnjih poslova bilo je obvezno vratiti osobi državljanstvo, osim ako je moglo utvrditi da je osoba prekršila svoje "dužnosti kao čehoslovački državljanin". |
| 35/1945   | Dekret predsjednika o prijelaznom ograničavanju isplaćivanja depozita banaka i financijskih institucija u graničnim područjima                                                                               | Retribucija Uprava     | - Zabrana isplata ili novčanih transfera Nijemcima i Mađarima od strane čehoslovačkih ili njemačkih/mađarskih banaka u graničnim područjima (uz iznimku onih Nijemaca/Mađara koji su ostali lojalni Čehoslovačkoj Republici, nisu počinili prijestupe protiv češkog i slovačkog naroda te su ili sudjelovali u oslobođenju Čehoslovačke ili su bili mete nacističkog ili fašističkog terora) | Zastario                                                      | |
| 36/1945   | Dekret predsjednika o ispunjavanju obveza nastalih u Reichsmarkama | Reparacije             | - Obveze u Reichsmarkama koje glase na osobe ili poduzeća sa središtem u češkim zemljama bit će izvršene u krunama prema omjeru 1 kruna = 10 Reichsmarki | Zastario                                                      | |
| 38/1945   | Dekret predsjednika o teškom kažnjavanju pljačkanja | Uprava                 | - Kazna od 5–10 godina (10–20 ili doživotno u slučaju otegotnih okolnosti) zatvora za pljačkanje uz mogućnost proglašavanja izvanrednog stanja u slučaju raširene prakse pljačkanja | Ukinut (Zakon br. 86/1950 ZZČS)                               | |
| 39/1945   | Dekret predsjednika o privremenoj nadležnosti u predmetima s porotnim sudovima | Uprava                 | - Do kraja 1945. godine, četveročlano sudačko vijeće sudilo je u onim kaznenim postupcima koji su se redovno provodili pred porotom | Zastario                                                      | |
| 47/1945   | Ustavni dekret predsjednika o prijelaznoj Narodnoj skupštini | Reparacije             | - Uspostava prijelazne Narodne skupštine za razdoblje dok redovna Narodna skupština ne bude izabrana na općim izborima | Ukinut (Zakon br. 65/1945 ZZČS)                               | - Prijelaznu Narodnu skupštinu sačinjavalo je 200 Čeha i 100 Slovaka izabranih od strane elektora, koje su pak bili izabrali lokalni Nacionalni komiteti. Slovački zastupnici imali su pravo veta oko odluka vezanih uz Slovačku |
| 50/1945   | Dekret predsjednika o mjerama za filmsku industriju | Nacionalizacija        | - Nacionalizacija filmske industrije, zabrana snimanja i javnog prikazivanja, ... | Ukinut (djelomično) Zastario                                  | - Zabrana snimanja i javnog prikazivanja ukinuta je 28. kolovoza 1945. godine |
| 52/1945   | Dekret predsjednika o prijelaznom upravljanju nacionalnom ekonomijom | Uprava                 | - Korištenje javnih sredstava pred državnim proračunom odobrava Narodna skupština | Ukinut (Zakon br. 160/1945 ZZČS)                              | |
| 53/1945   | Dekret predsjednika o odšteti za javne službenike Čehoslovačke | Reparacije             | - Odšteta za javne službenike koji su bili žrtve progona od strane nacističkih i/ili okupacijskih snaga zbog svojih političkih ili osobnih karakteristika (npr. Židovi, veterani Prvog svjetskog rata, masoni, ...) i za ostale žrtve progona (npr. žrtve nacističkog terora, nacistički taoci, sveučilišni profesori, ...) | Zastario                                                      | |
| 54/1945   | Dekret predsjednika o registraciji ratnih šteta i šteta izazvanih izvanrednim situacijama | Uprava                 | - Registracija šteta nastalih ratnim operacijama okupacijskih snaga ili onih koji su djelovali po njihovoj naredbi, a zbog progona na političkoj, nacionalnoj ili rasnoj osnovi, ili terorističkim djelovanjem neprijateljskih država ili osoba opasnih za javnost | Zastario                                                      | - Registracija mora biti obavljena u roku od 21 dana od proglašenja |
| 56/1945   | Dekret predsjednika o izmjeni plaće predsjednika Čehoslovačke Republike | Uprava                 | - Godišnja plaća od 3 300 000 kruna i troškovi ureda u iznosu od 3 000 000 kruna | Ukinut (Zakon br. 10/1993 ZZČS)                               | |
| 57/1945   | Dekret predsjednika o plaćama te stambenim i zastupničkim naknadama članova vlade | Uprava                 | - Godišnja plaća premijera je 120 000 kruna, zamjenika premijera 100 000 kruna, a ministara 80 000 kruna | Ukinut (Zakon br. 110/1960 ZZČS)                              | |
| 58/1945   | Dekret predsjednika o povećanju plaća državnih i drugih javnih službenika | Uprava                 | | Ukinut (Zakon br. 66/1958 ZZČS)                               | |
| 59/1945   | Dekret predsjednika o otkazivanju imenovanja javnih službenika tokom okupacije | Reparacije             | - Otkazivanje imenovanja državnih, regionalnih i općinskih uprava, javnih poduzeća i kompanija u javnom vlasništvu, kao i učitelja | Ukinut (Zakon br. 86/1950 ZZČS)                               | |
| 60/1945   | Dekret predsjednika o pripremama za izvršenje ugovora između Čehoslovačke Republike i Saveza Sovjetskih Socijalističkih Republika o Zakarpatskoj Ukrajini od 29. lipnja 1945.                                | Uprava                 | - Vladina ovlast za izvršenje ugovora od 29. lipnja 1945., posebice po pitanju mogućnosti stanovnika Karpatske Rutenije da zatraže čehoslovačko državljanstvo te derogiranja ustavnih prava u slučaju kršenja ugovora | Ukinut (Zakon br. 186/1946 ZZČS)                              | - Karpatska Rutenija bila je najistočniji dio Čehoslovačke, a koji je nakon Drugog svjetskog rata postao dio Sovjetskog Saveza; danas je dio Ukrajine |
| 62/1945   | Dekret predsjednika o povlasticama u kaznenom postupku | Uprava                 | - Među brojnim promjenama, uvedeno je tročlano umjesto peteročlanog sudskog vijeća u žalbenim postupcima, mogućnost obustave kaznenog postupka u slučajevima kada bi potencijalna kazna bila neznatna u odnosu na onu koju optuženik već odslužuje, ... | Ukinut (Zakon br. 87/1950 ZZČS)                               | |
| 63/1945   | Dekret predsjednika o Gospodarskom vijeću | Uprava                 | | Ukinut (Zakon br. 60/1949 ZZČS)                               | |
| 66/1945   | Dekret predsjednika o Službenom listu Čehoslovačke Republike | Uprava                 | - Zakoni i direktive koji nisu proglašeni u Zborniku zakona, proglašeni su u Službenom listu | Ukinut (Zakon br. 260/1949 ZZČS)                              | |
| 67/1945   | Dekret predsjednika o obnovi funkcioniranja disciplinskih i kvalifikacijskih odbora za javne službenike i o ukidanju pravila o ograničenju pri žalbama                                                       | Reparacije             | | Ukinut (Zakon br. 66/1950 ZZČS)                               | |
| 68/1945   | Dekret predsjednika o reaktivaciji javnih službenika | Uprava                 | | Ukinut (Zakon br. 66/1950 ZZČS)                               | - Javni službenici u mirovini trebali su biti vraćni u službu tamo gdje je to bilo potrebno |
| 69/1945   | Dekret predsjednika o relokaciji Tehničkog sveučilišta iz Příbrama u Ostravu | Uprava                 | | Važeći                                                        | - Tehničko sveučilište osnovano je 1849. u Příbramu, a njemački su ga okupatori zatvorili 1939.; do 1945., Ostrava je postala rudarsko i metalurško središte regije |
| 71/1945   | Dekret predsjednika o radnoj obvezi osoba koje su izgubile čehoslovačko državljanstvo | Reparacije             | - Radilo se o radnoj obvezi za popravak ratne štete; osim Nijemaca i Mađara koji su izgubili svoje državljanstvo, dekret se odnosio i na Čehe i Slovake koji su se, osim u slučaju prisile, prijavili za njemačko ili mađarsko državljanstvo tijekom okupacije. Radna obveza bila je plaćena | Ukinut (Zakon br. 66/1965 ZZČS)                               | - U svezi s dekretom br. 88/1945 ZZČS (vidi niže u tekstu) |
| 73/1945   | Dekret predsjednika o izmjenama i dopunama Zakona o plaćama br. 103 ZZČS od 24. lipnja 1926., u odnosu na sveučilišne profesore i asistente                                                                  | Uprava                 | | Ukinut (Zakon br. 66/1958 ZZČS)                               | |
| 74/1945   | Dekret predsjednika o reaktivaciji i reimenovanju udanih žena u javnu službu | Reparacije             | - Regulativa br. 379/1938 okupacijskih vlasti dovela je do otkaza radnog odnosa svim ženama u javnoj službi. Prema ovom dekretu, te su žene mogle zahtijevati povratak na posao u roku od 6 mjeseci od proglašenja | Ukinut (Zakon br. 66/1950 ZZČS)                               | - Vidi i: Žene u Trećem Reichu |
| 76/1945   | Dekret predsjednika o zahtijevanju prijevoznih sredstava u izvanrenim gospodarskim uvjetima | Uprava                 | - Lokalne vlasti su od privatnih vlasnika mogle zahtijevati prijevozna sredstva (konje, automobile, ...) iz osobito važnih razloga, poput žetve ili prijevoza ugljena | Ukinut (Zakon br. 57/1950 ZZČS)                               | - Nakon rata postojao je sustav javne distribucije dobara |
| 77/1945   | Dekret predsjednika o nekim mjerama za ubrzanje utovara i istovara dobara u željezničkom prometu | Uprava                 | | Ukinut (Zakon br. 36/1966 ZZČS)                               | |
| 78/1945   | Dekret predsjednika o prijelaznom financijskom osiguravanju poslovnih kompanija | Reparacije             | | Ukinut (Zakon br. 36/1966 ZZČS)                               | |
| 79/1945   | Dekret predsjednika o prijelaznom usklađivanju sudstva u zemljama Bohemije i Moravske-Šleske | Reparacije             | - Obnova čeških sudskih područja u stanje prije Münchenskog sporazuma te ukidanje njemačkog sustva u češkim zemljama | Zastario                                                      | - Čehoslovačka je upravno bila podijeljena na Bohemiju, Moravsku-Šlesku i Slovačku; dekret se odnosio samo na prve dvije, koje su bile pod njemačkom okupacijom. Uz to, Slovačka je, s obzirom da je 1918. godine bila dio Mađarske, imala drugačiji pravni sustav temeljen na mađarskom pravu |
| 80/1945   | Dekret predsjednika o ponovnom uvođenju srednjoeuropskog vremena | Reparacije             | - Ponovno uvođenje srednjoeuropskog vremena i ukidanje srednjoeuropskog ljetnog vremena, koje su uveli nacisti | Zastario                                                      | - Danas, Češka koristi srednjoeuropsko ljetno vrijeme |
| 81/1945   | Dekret predsjednika o nekim mjerama iz oblasti udruga | Reparacije             | - Ukidanje regulativa i mjera okupacijskih vlasti koje su dovodile do gašenja udruga | Ukinut (Zakon br. 150/1945 ZZČS)                              | |
| 82/1945   | Dekret predsjednika o predujmovima za neke ratne štete | Reparacije             | - Tiče se predujmova za ratne štete nastale siromašnim građanima | Ukinut (Zakon br. 161/1946 ZZČS)                              | - U trenutku proglašenja dekreta - , nije bilo poznato da Njemačka nikada neće platiti ikakvu ratnu odštetu |
| 83/1945   | Dekret predsjednika o vojnim obvezama regruta kao i dobrovoljaca u vojnoj službi | Uprava                 | - Tiče se posebno vojnika koji se bore za Čehoslovačku vojsku izvan dimovine i partizane. Oni se smatrali regrutiranima od dana pridruživanja svojim jedinicama | Važeći i na snazi                                             | |
| 84/1945   | Dekret predsjednika o prijelaznom usklađivanju duljine regrutiranja | Uprava                 | - Tiče se vojnika regrutiranih prije ili tijekom okupacije (potonji posebice u Slovačkoj) | Zastario                                                      | - Čehoslovačka vojska je službeno raspuštena tijekom okupacije; vojnici koji nisu odslužili puni vojni rok morali su se ponovo prijaviti na određeno vrijeme |
| 85/1945   | Dekret predsjednika o ukidanju školarina u državnim srednjim školama | Uprava                 | - Ukida školarine u državnim srednjim školama propisane Zakonom br. 161/1926 ZZČS (koji se nije primjenjivao na one koji si nisu mogli priuštiti školarine) | Zastario                                                      | - Danas je pravo na besplatno osnovno i srednje obrazovanje propisana u čl. 33 Povelje temeljnih prava i sloboda Češke |
| 86/1945   | Dekret predsjednika o ponovnoj izgradnji Financijske straže u zemljama Bohemije i Moravske-Šleske i o usklađivanju nekih pitanja obveza i plaća članova Financijske straže                                   | Reparacije             | - Ponovna uspostava Financijske straže i reimenovanje njezinih članova i kadeta iz 1938. godine (bez polaganja prijemnog ispita) | Zastario                                                      | - Okupacijske snage su formirale carinske unije između Protektorata i Njemačke te ukinule češku Financijsku stražu (Slovačka je bila nezavisna zemlja sa samostalnim Financijskom stražom) |
| 88/1945   | Dekret predsjednika o općoj radnoj obvezi | Reparacije             | - Svaka osoba mogla je biti pozvana na izvršavanje radne obveze koja je u javnom interesu i u maksimalnom trajanju od jedne godine. Radna obveza bila je plaćena | Ukinut (Zakon br. 66/1965 ZZČS)                               | |
| 89/1945   | Dekret predsjednika o počastima za zasluge u izgradnji države i za izvanredni radni učinak | Uprava                 | - Dodjela počasti u oblasti gospodarstva, znanosti ili kulture za izvanredne zasluge u izgradnji države ili za izvanredni radni učinak | Zastario                                                      | - Dekret je pratio sovjetski model; uvedene počasti poput "Heroj rada", "Radnički borac", različite medalje, ... |
| 90/1945   | Dekret predsjednika o usklađivanju organizacijskih obveza i obveza službe u sudstvu | Uprava                 | - Podjela sudstva, reguliranje plaća sudaca, organizacija sudova, ... | Ukinut (Zakon br. 66/1952 ZZČS)                               | |
| 91/1945   | Dekret predsjednika o obnovi čehoslovačke valute | Reparacije             | - Ponovno uvođenje čehoslovačke krune kao službene valute od 1. studenoga 1945. | Zastario                                                      | |
| 93/1945   | Dekret predsjednika o prijelaznim mjerama na polju socijalnog osiguranja | Reparacije             | - Izdavanje ovlasti Ministru rada i socijalne skrbi da provodi mjere u svom resoru koje su nužne zbog ratne okupacije (npr. ovlasti socijalnih ureda, organizacijske i upravne mjere u graničnim područjima, ...) | Ukinut (Zakon br. 99/1948 ZZČS)                               | |
| 94/1945   | Dekret predsjednika o usklađivanju nekih pitanja organizacije, obveza i plaća uniformirane zatvorske službe                                                                                                  | Uprava                 | | Ukinut (Zakon br. 321/1948 ZZČS)                              | - Tijekom okupacije, u mnogim zatvorima, češki zatvorski službenici su zamijenjeni mučiteljima iz redova Waffen SS-a ili Gestapa |
| 95/1945   | Dekret predsjednika o regulaciji bankovnih depozita i ostalih financijskih obveza financijskih institucija, kao i životnog i ostalih osiguranja                                                              | Uprava                 | - Inter alia, propisana je obveza registracije anonimnih knjižica na ime vlasnika | Zastario                                                      | - Vidjeti odluku Ustavnog suda br. III. ÚS 462/98 |
| 96/1945   | Dekret predsjednika o formiranju ogranka Medicinskog fakulteta Karlovog sveučilišta u mjestu Hradec Králové                                                                                                  | Uprava                 | | Zastario                                                      | - Ogranak je 1951. godine postao Vojnomedicinska akademija, a zaseban fakultet pri Karlovom univerzitetu 1958. godine. Danas, inter alia, pruža obrazovanje vojnih liječnika |
| 97/1945   | Dekret predsjednika o izmjenama i dopunama posebnih poreza na dohodak | Uprava                 | | Ukinut (Zakon br. 78/1952 ZZČS)                               | |
| 98/1945   | Dekret predsjednika o prijelaznim mjerama u oblasti poreza na promet | Uprava                 | - Izmjene i dopune Zakona br. 314/1940 ZZČSN, 315/1940 ZZČS, 390/1941 ZZČS i ostalih regulacija i direktiva | Zastario                                                      | |
| 99/1945   | Dekret predsjednika o usklađivanju izravnih poreza za kalendarske godine od 1942. do 1944. i o usklađivanju naknada i troškova poslovanja                                                                    | Reparacije             | | Važeći                                                        | |
| 100/1945  | Dekret predsjednika o nacionalizaciji rudnika i nekih industrijskih poduzeća | Nacionalizacija        | - Nacionalizacija rudnika i industrijskih poduzeća u granama energetike, metalurgije, proizvodnje oružja i kemikalija te drugih (sveukupno 27 grana, s tim da se to u nekima odnosilo samo na poduzeća s unaprijed propisanim brojem zaposlenika, npr. tvornice papira s min. 150 zaposlenika, ...) - Nacionalizacija je podložna obeštećenju, osim ako su bivši vlasnici bili: 1. izdajice | Nacionalizacija je provedena Obeštećenje je važeće i na snazi | - Ovaj je dekret predmet različitih suvremenih sudskih odluka, posebice u postupcima u kojima potomci bivših vlasnika pokušavaju dokazati kako su njihovi preci ispunjavali uvjete za obeštećenje u slučajevima kada vlasti u 40-ima i 50-ima nisu smatrale njihove pretke lojalnima Republici i/ili metama nacističkog terora |
| 101/1945  | Dekret predsjednika o nacionalizaciji nekih poduzeća u prehrambenoj industriji | Nacionalizacija        | - Nacionalizacija šećerana, industrijskih destilerija, velikih pivovara, velikih mlinova, tvornica za proizvodnju umjetne masti i velikih tvornica čokolade. Podložna obeštećenju pod istim uvjetima kao u Dekretu br. 100/1945 ZZČS | Nacionalizacija je provedena Obeštećenje je važeće i na snazi | - Ovaj je dekret predmet različitih suvremenih sudskih odluka, posebice u postupcima u kojima potomci bivših vlasnika pokušavaju dokazati kako su njihovi preci ispunjavali uvjete za obeštećenje u slučajevima kada vlasti u 40-ima i 50-ima nisu smatrale njihove pretke lojalnima Republici i/ili metama nacističkog terora |
| 102/1945  | Dekret predsjednika o nacionalizaciji banaka | Nacionalizacija        | - Nacionalizacija dionica banaka, podložna obeštećenju pod sličnim uvjetima kao u Dekretu br. 100/1945 ZZČS | Zastario                                                      | |
| 103/1945  | Dekret predsjednika o nacionalizaciji privatnih osiguravajućih društava | Nacionalizacija        | | Zastario                                                      | |
| 104/1945  | Dekret predsjednika o radničkim vijećima u tvornicama | Uprava                 | - De facto osnova za uspostavu radničkih sindikata u tvornicama | Ukinut (Zakon br. 37/1959 ZZČS)                               | |
| 105/1945  | Dekret predsjednika o čišćenju komisija za reevaluaciju djelovanja javnih službenika | Reparacije             | - Kazne (od ukora do otkaza) za registriranje njemačke ili mađarske nacionalnosti, političku suradnju s Nijemcima ili Mađarima (posebice u njemačkim zajednicama), propagiranje ili podržavanje fašizma ili antisemitizma, ... | Ukinut (Zakon br. 36/1966 ZZČS)                               | - Ovaj je dekret predmet različitih suvremenih sudskih odluka, posebice u postupcima u kojima potomci bivših vlasnika pokušavaju dokazati kako su njihovi preci ispunjavali uvjete za obeštećenje u slučajevima kada vlasti u 40-ima i 50-ima nisu smatrale njihove pretke lojalnima Republici i/ili metama nacističkog terora |
| 106/1945  | Dekret predsjednika o plaćama zastupnika prijelazne Narodne skupštine | Uprava                 | | Ukinut (Zakon br. 62/1954 ZZČS)                               | |
| 107/1945  | Dekret predsjednika o prijelaznom usklađivanju ekvivalentnih naknada u zemljama Bohemije i Moravske-Šleske                                                                                                   | Uprava                 | - Porez na nekretnine | Ukinut (Zakon br. 159/1949 ZZČS)                              | |
| 108/1945  | Dekret predsjednika o konfisciranju neprijateljske imovine i Fondu za nacionalnu obnovu | Retribucija Reparacije | - Nacionalizacija preostale imovine: 1. izdajica - Uspostava Fonda za nacionalnu obnovu | Nacionalizacija je provedena Fond je ukinut                   | - Ovaj je dekret predmet različitih suvremenih sudskih odluka, posebice u postupcima u kojima potomci bivših vlasnika pokušavaju dokazati kako su njihovi preci ispunjavali uvjete za obeštećenje u slučajevima kada vlasti u 40-ima i 50-ima nisu smatrale njihove pretke lojalnima Republici i/ili metama nacističkog terora |
| 109/1945  | Dekret predsjednika o upravljanju proizvodnjom | Uprava                 | - Ministar industrije može izdavati direktive kako bi zaštitio funkcioniranje poduzeća i opremanje populacije | Ukinut (Zakon br. 36/1966 ZZČS)                               | |
| 110/1945  | Dekret predsjednika o organizaciji narodnog i umjetničkog stvaralaštva | Nacionalizacija        | | Ukinut (Zakon br. 56/1957 ZZČS)                               | |
| 112/1945  | Dekret predsjednika o upravljanju istražnim zatvorima i kaznenim institucijama | Uprava                 | | Ukinut (Zakon br. 319/1948 ZZČS)                              | |
| 113/1945  | Dekret predsjednika o usklađivanju, upravljanju i kontroli vanjske trgovine | Uprava                 | | Ukinut (Zakon br. 31/1964 ZZČS)                               | |
| 114/1945  | Dekret predsjednika o uspostavi novih poštanskih uprava i o usklađivanju područja poštanskih uprava na području Bohemije i Moravske-Šleske                                                                   | Uprava                 | | Ukinut (Zakon br. 31/1964 ZZČS)                               | |
| 115/1945  | Dekret predsjednika o upravljanju ugljenom i drvom | Uprava                 | - Uspostava središnjeg tijela za upravljanje ugljenom i drvom | Zastario                                                      | |
| 116/1945  | Dekret predsjednika o izmjenama i dopunama Zakona br. 122/1928 ZZČS od 25. srpnja 1926. o plaćama svećenika crkava i vjerskih zajednica službeno priznatih od strane države                                  | Uprava                 | | Zastario                                                      | |
| 117/1945  | Dekret predsjednika o usklađivanju pravila o proglašavanju smrti | Uprava                 | | Ukinut (Zakon br. 142/1950 ZZČS)                              | |
| 118/1945  | Dekret predsjednika o mjerama vezanim uz upravljanje prehrambenom industrijom | Uprava                 | - Ministarstvo prehrane upravlja kupovinom, obradom i korištenjem dobara s ciljem osiguravanja prehrane stanovništva | Ukinut (Zakon br. 36/1966 ZZČS)                               | |
| 119/1945  | Dekret predsjednika o prijelaznom usklađivanju vojnog kaznenog zakona | Uprava                 | | Ukinut (Zakon br. 226/1947 ZZČS)                              | |
| 120/1945  | Dekret predsjednika o prijelaznom usklađivanju vojnog kaznenog postupka | Uprava                 | | Ukinut (Zakon br. 226/1947 ZZČS)                              | |
| 121/1945  | Dekret predsjednika o teritorijalnoj organizaciji uprave koju izvršavaju nacionalni komiteti | Reparacije             | - Ponovna uspostava regionalne i lokalne samouprave u obliku prije okupacije | Ukinut (Zakon br. 36/1960 ZZČS)                               | |
| 122/1945  | Dekret predsjednika o ukidanju Njemačkog sveučilišta u Pragu | Retribucija            | - Ukidanje Njemačkog sveučilišta u Pragu koji je prestao s radom 5. svibnja 1945. zbog Praškog ustanka | Važeći i na snazi                                             | - Retroaktivno važeći od 17. studenog 1939. |
| 123/1945  | Dekret predsjednika o ukidanju Njemačkih tehnoloških instituta u Pragu i Brnu | Retribucija            | | Zastario                                                      | - Retroaktivno važeći od 17. studenog 1939. |
| 124/1945  | Dekret predsjednika o nekim mjerama o izdavanju javnih registara | Reparacije             | - Tamo gdje su se Njemačka, Mađarska ili njihova poduzeća upisale kao vlasnici onoga što je prethodno pripadalo Čehoslovačkoj, češkim zemljama ili poduzećima, bilo kao vlasnicima, bilo kao upraviteljima, treba vratiti izvorni upis | Zastario                                                      | |
| 125/1945  | Dekret predsjednika o formiranju Saveza za regrutaciju | Uprava                 | - Savez za regrutaciju omogućava trening i obuku regruta | Ukinut (Zakon br. 138/1949 ZZČS)                              | |
| 126/1945  | Dekret predsjednika o specijalnim, prisilnim radnim jedinicama | Uprava                 | - Uspostava radnih jedinica u zatvorima. Država se odriče plaćanja osuđenika | Ukinut (Zakon br. 87/1950 ZZČS)                               | |
| 127/1945  | Dekret predsjednika o formiranju Akademije muzičkih umjetnosti u Pragu | Uprava                 | - Uspostava Akademije glazbenih umjetnosti u Pragu | Važeći i na snazi                                             | |
| 128/1945  | Dekret predsjednika o prijelaznoj teritorijalnoj organizaciji nekih poreznih ureda i povezanim promjenama u zemljama Bohemije i Moravske-Šleske                                                              | Reparacije             | - Obnova poreznih ureda u sustavu prije okupacije | Zastario                                                      | |
| 129/1945  | Dekret predsjednika o formiranju Češkog filharmonijskog orkestra | Uprava                 | - Uspostava Češkog filharmonijskog orkestra | Važeći i na snazi                                             | |
| 130/1945  | Dekret predsjednika o skrbi za narodno prosvjećenje | Uprava                 | | Ukinut (Zakon br. 52/1959 ZZČS)                               | |
| 131/1945  | Dekret predsjednika o zgradi Akademijinog doma - Memorijalnom domu 17. studenoga | Reparacije             | | Zastario                                                      | - Zgrada na adresi Spálená 12, danas Općinska poliklinika u Pragu |
| 132/1945  | Dekret predsjednika o obrazovanju učitelja | Uprava                 | - Uvedeno je obvezno fakultetsko obrazovanje svih učitelja i nastavnika | Ukinut (Zakon br. 36/1966 ZZČS)                               | |
| 133/1945  | Dekret predsjednika o formiranju Znanstveno-pedagoškog instituta Jana Amosa Komenskog | Nacionalizacija        | | Zastario                                                      | - Današnji Nacionalni institut za obrazovanje |
| 135/1945  | Dekret predsjednika o formiranju ogranka Medicinskog fakulteta Karlovog sveučilišta u Plzeňu | Uprava                 | | Zastario                                                      | - Danas samostalni fakultet u sklopu Karlovog univerziteta |
| 137/1945  | Ustavni dekret predsjednika o zadržavanju osoba koje su smatrane nepouzdanima tokom perioda revolucije | Reparacije             | - Legalizacija zadržavanja osoba tijekom antinacističke revolucije (istražni zatvor bi inače zahtijevao sudski nalog, a izvansudsko zadržavanje povlačilo je za sobom kaznenu odgovornost odgovornih osoba i pravo naknade za oštećene osobe) | Ukinut (Zakon br. 87/1950 ZZČS)                               | |
| 138/1945  | Dekret predsjednika o kažnjavanju nekih prijestupa protiv nacionalne časti | Uprava                 | - Administrativno kažnjavanje "nedoličnog ponašanja koje vrijeđa nacionalne osjećaje Čeha ili Slovaka koje dovodi do bijesa javnosti" u razdoblju 21. svibnja 1938. (novčana kazna, kazna zatvora do jedne godine) | Zastario                                                      | |
| 139/1945  | Dekret predsjednika o prijelaznom usklađivanju pravnih odnosa Čehoslovačke narodne banke | Reparacije             | - Inter alia, dekret je utemeljio prijelaznu upravu za Čehoslovačku narodnu banku | Ukinut (Zakon br. 38/1948 ZZČS)                               | |
| 140/1945  | Dekret predsjednika o formiranju Visoke škole za političke i društvene studije u Pragu | Uprava                 | | Zastario                                                      | |
| 143/1945  | Dekret predsjednika o ograničavanju prava progona u kaznenim postupcima | Retribucija            | - Osobe čija je imovina nacionalizirana prema Dekretu br. 108/1945 ZZČS i čija je čast povrijeđena ne smiju pokretati kazneni postupak protiv počinitelja temeljem navedenog akta po privatnoj tužbi, već samo mogu podnijeti zahtjev za pokretanje postupka državnom odvjetniku | Prestao važiti                                                | - Dekret je proglašen uz period do 31. prosinca 1946. godine |

### Razlike u Slovačkoj
Iako su Benešovi dekreti, kolektivno, važili za cijeli teritorij Čehoslovačke, postoji manji broj istih koji nisu proizvodili pravne učinke u Slovačkoj, što su političari i novinari u poslijeratnom razdoblju često ignorirali. Zbog činjenice da je jurisdikciju nad Slovačkom jedno vrijeme imalo Slovačko nacionalno vijeće, Benešovi dekreti koje SNV nije potvrdilo nisu važili na teritoriju Slovačke. Uz to, SNV je imao i samostalne ovlasti u donošenju dekreta, čija su rješenja ponekad bila različita u odnosu na Benešove dekrete. 
Sljedećih pet dekreta nikada nije važilo na teritoriju Slovačke:
| Broj akta | Naziv |
| --------- | --- |
| 5/1945    | Dekret predsjednika o nevaljanosti nekih transakcija vezanih uz stvarna prava od trenutka gubitka slobode i o nacionalizaciji imovine Nijemaca, Mađara, izdajica, kolaboratora i nekih organizacija i udruga |
| 12/1945   | Dekret predsjednika o konfisciranju i ubrzanoj dodjeli poljoprivrednog zemljišta Nijemaca, Mađara, izdajica i neprijatelja čeških i slovačkih naroda                                                         |
| 16/1945   | Dekret predsjednika o kažnjavanju nacističkih zločinaca, izdajica i njihovih pomagača te izvanrednim narodnim sudovima                                                                                       |
| 28/1945   | Dekret predsjednika o smještaju čeških, slovačkih i ostalih slavenskih poljodjelaca na poljoprivredno zemljište Nijemaca, Mađara i ostalih državnih neprijatelja                                             |
| 71/1945   | Dekret predsjednika o radnoj obvezi osoba koje su izgubile čehoslovačko državljanstvo |

## Kasnija evaluacija

### Češka
Tokom 1990-ih godina, Ustavni sud Češke je na nizu plenarnih sjednica preispitao različite aspekte valjanosti Benešovih dekreta. Na plenarnoj sjednici 8. ožujka 1995. godine, Ustavni sud je zaključio sljedeće:
1. S obzirom da je privremena vlada Čehoslovačke u Londonu bila međunarodno priznata čehoslovačka vlada koja, zbog okupacije domovine, nije mogla djelovati u redovnim okolnostima, svi Benešovi dekreti moraju se smatrati zakonitim aktima čehoslovačke vlade i kulminacijom pokušaja da se ponovo uspostavi ustavnopravni poredak Republika. (Ustavni sud Češke, slučaj br. II. ÚS 45/94, objavljen kao br. 5/1995 Coll.[4])
2. Po pitanju Benešovog prava da izdaje dekrete, unatoč postojanju formalnog njemačkog protektorara koji je provodio državnu moć, Ustavni sud se pozvao na ustavno načelo demokratičnosti Čehoslovačke Republike. Iako je to načelo više teorijske prirode, Ustavni sud je zaključilo da nije bilo metapravnog karaktera te da je bilo pravno obvezujuće, čime je ono u kriznoj situaciji pravno bilo jače od načela formalnog legitimiteta kojeg je zahtijevao Ustav iz 1920. Na taj je način Beneš imao potpuno pravo, unatoč izostanku formalnog legitimiteta, donositi dekrete. (Ustavni sud Češke, slučaj br. II. ÚS 45/94, objavljen kao br. 5/1995 Coll.[5])
3. Benešovi dekreti nisu bili protivni međunarodnim pravilima, a sve s obzirom na vrijeme kada su izdani i postojanje međunarodnog konsenzusa oko potrebe retribucije ili barem reparacija prema nacističkim zločinima. (Ustavni sud Češke, slučaj br. II. ÚS 45/94, objavljen kao br. 5/1995 Coll.[6])
4. Dekreti nisu bili temeljeni na principu krivnje, već na principu odgovornosti, što je znatno širi pravni, društveni i povijesni pojam. U ovom kontekstu je njemački narod proglašen najodgovornijim za rat, remda je naglašeno kako su se pojedini Nijemci oštro protivili takvoj politici. (Ustavni sud Češke, slučaj br. II. ÚS 45/94, objavljen kao br. 5/1995 Coll.[7])
5. Dekreti po svojoj prirodi nisu bili usmjereni protiv nacionalnih skupina per se, već protiv onih skupina koje su svojim djelovanjem štetile Čehoslovačkoj i njezinom narodu. Tako su se dekreti zapravo odnosili na sve pripadnike NSDAP-a te osobe iz Mađarske i Trećeg Reicha, odnosno sve fizičke i pravne osobe koje su svojim djelovanjem išle protiv Čehoslovačke. Ostale fizičke i pravne osobe, neovisno o nacionalnosti, bile bi izuzete od primjene dekreta ukoliko su mogle dokazati da su ostale vjerne Republici. (Ustavni sud Češke, slučaj br. II. ÚS 45/94, objavljen kao br. 5/1995 Coll.[8])
6. Po završetku nacističke okupacije, prava bivših čehoslovačkih državljana morala su biti ograničena, ali ne zbog suprotnih mišljenja, već zbog njihovih stavova, koji su bili dijametralno suprotni demokratskim vrijednostima i skloni podržavanju ratne politike. Sukladno tome, njihova su prava ograničena zbog njihovog neprijateljskog stava prema Republici, a ne zbog njihovog osobnog stava. (Ustavni sud Češke, slučaj br. II. ÚS 45/94, objavljen kao br. 5/1995 Coll.[9])
7. Po pitanju formalnih pretpostavki za konfiskaciju, dekreti 12 i 108 propisivali su kako se konfiskacija može provesti ipso iure, međutim dekret 100 o nacionalizaciji zahtijevao je posebnu odluku Ministra industrije. Ustavni sud je zaključio kako su sve odluke o nacionalizaciji bez suglasnosti Ministra industrije nezakonite i kako se moraju poništiti. (Ustavni sud Češke, slučaj br. II. ÚS 259/95, objavljen kao br. 27/1996 Coll.[10])

### Slovačka
Nakon raspada Čehoslovačke, Slovačka je svoj pravni poredak temeljila na novom Ustavu. Dio tog pravnog poretka bili su i Benešovi dekreti i Čehoslovački ustavni zakon 23/1991 (Povelja temeljnih prava i sloboda). Temeljem tog Ustava, svi zakonski akti koji nisu bili suglasni s Poveljom o pravima bili su ništetni. Benešovi dekreti, iako integralni dio slovačkog prava, više nisu na snazi i ne proizvode pravne učinke. 
Tijekom rujna 2007. godine, Nacionalno vijeće Slovačke usvojilo je rezoluciju u kojoj proklamira nedodirljivost svih poslijeratnih pravnih akata koji su se odnosili na uvjete u Slovačkoj nakon Drugoga svjetskog rata. Argumentacijom kako poslijeratni akti više ne proizvode učinke i nisu pravno obvezujući, Nacionalno vijeće je odbilo sve pokušaje revizije pojedinih pravnih akata, što je izazvalo prilične kontroverze u susjednoj Mađarskoj. Rezolucija je usvojena apsolutnom većinom, uz podrušku vlade i opozicije, a uz izuzetak Stranke mađarske zajednice.
Tokom 2005. godine, bivši predsjednik Nacionalnog vijeća, František Mikloško, ispričao se zbog zločina u vlastito ime, međutim nikakve službene isprike nisu odaslane ni sa slovačke, ni s mađarske strane, unatoč činjenici da su obje strane podržale takvu inicijativu.

## Vanjske poveznice
- Second World War and its Impact  Arhivirana inačica izvorne stranice od 3. ožujka 2016. (Wayback Machine) at the website of Ministry of Foreign Affairs of the Czech Republic
- Facing history - The evolution of Czech-German relations in the Czech provinces, 1848-1948: a historical publication sponsored by Czech government, dealing a. o. with the transfer and decrees. A series of PDF files
- The effect of the Benes Decrees on the Accession of the Czech Republic to the European Union  Arhivirana inačica izvorne stranice od 21. srpnja 2011. (Wayback Machine): an assessment by the Max Planck Institute for Comparative Public Law and International Law; a series of PDF files
- The Sudeten German Question after EU Enlargement  Arhivirana inačica izvorne stranice od 26. ožujka 2014. (Wayback Machine) by Jakob Cornides
- Ethnic cleansing in post World War II Czechoslovakia: the presidential decrees of Edward Benes, 1945-1948  Arhivirana inačica izvorne stranice od 13. listopada 2006. (Wayback Machine) - a sharply critical view at a Hungarian-American website; 111 kB DOC file
- No comparison - op-ed from the Prague Post criticising "pseudo-scholars" who allegedly regard the expulsion of the Sudeten Germans as morally equivalent to the Holocaust.
- Czech-German Declaration signed in 1997: "Both sides agree that injustice inflicted in the past belongs in the past, and will therefore orient their relations towards the future."